# Shrewsbury, Vermont
Shrewsbury är en kommun (town) i Rutland County i delstaten Vermont i USA. Vid folkräkningen år 2000 bodde 1 108 personer på orten. Den har enligt United States Census Bureau en area på totalt 130,0 km², varav 0,4 km² är vatten. 